# Martin Aagaard
Martin Aagaard, citato anche come Zackarais Martin Aagaard e Martin Zacharias Aagaard (Levanger, 13 ottobre 1863 – Oslo, 6 dicembre 1913), è stato un pittore norvegese.

## Biografia

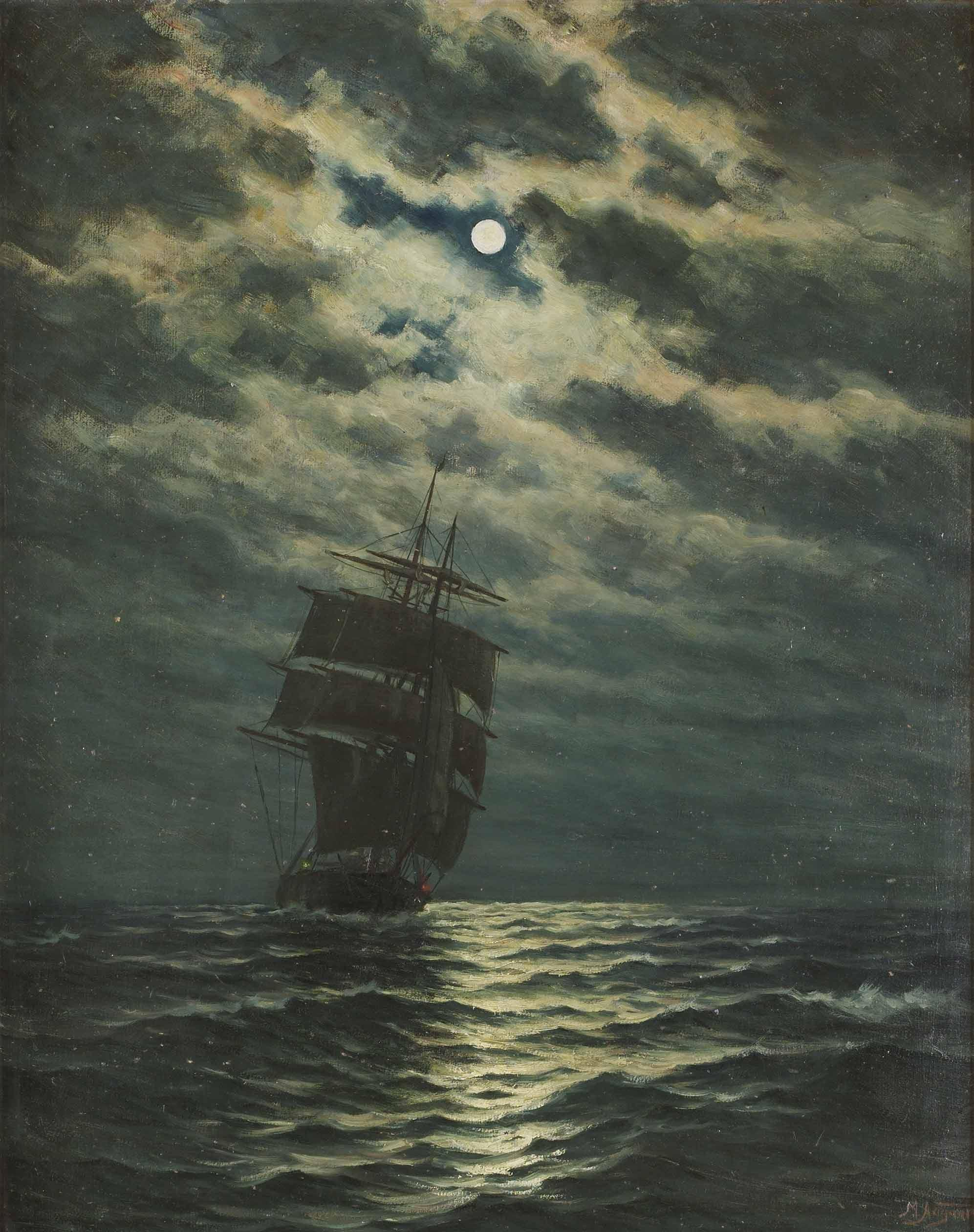
Nave al chiaro di Luna

Inizialmente era un marinaio e in questa veste visitò Copenaghen e altre città europee. Seguì poi le lezioni alla Technical Night School di Trondheim e alla Royal Drawing School di Cristiania (antico nome di Oslo) e arte della pittura con Harriet Backer, Knud Bergslien e Christian Krohg. Lavorò a lungo come assistente per quest'ultimo pittore norvegese. Creò alcuni dipinti di grande formato, la maggior parte dei quali raffigurano navi in mare aperto oppure vicino ai fiordi. Negli anni Novanta dell'Ottocento, espose le sue opere a Oslo, nel 1898 a Bergen e nel 1900 all'Esposizione Universale di Parigi. Nel 1909 dipinse una veduta del porto di Trondheim.